# 萨赫拉·卡里米
萨赫拉·卡里米（羅馬化：Sahraa Karimi；1983年4月20日—）阿富汗电影导演，阿富汗国营电影公司阿富汗电影协会首位女主席。在2021年逃离阿富汗前，是阿富汗首位女性电影学博士。

## 背景
卡里米出生在喀布尔，青少年期在伊朗德黑兰，17岁移民到斯洛伐克接受教育，在2012年回到阿富汗直到2021年。她在斯洛伐克的布拉迪斯拉发表演艺术学院获得电影学专业博士，在该学院就读期间拍摄的纪录片《轻风》（Light Breeze）获得斯洛伐克的“网中的太阳”电影奖。
回到阿富汗之后，创立了卡皮拉多媒体协会（Kapila Multimedia House）推广阿富汗独立电影制作人。2019年，卡里米成为阿富汗电影协会自1968年成立以来的首位女性主席，另外四位竞选的皆为男性。
她的首部个人专业作品是纪录片《追梦》（Searching for Dream），并在2006年孟加拉达卡国际电影节展映。其他值得关注的作品有《方向盘背后的阿富汗女人》（Afghan Women behind the Wheel）赢得了斯洛伐克学院奖和第13届达卡国际电影节。2019年执导了电影《喀布尔的女人们》（Hava, Maryam, Ayesha），在威尼斯电影节首映，曾角逐2019年第92届奥斯卡最佳国际影片，不过未获提名。
2021年8月随着塔利班接管喀布尔，卡里米移居到乌克兰基辅。